# Alyxandria Treasure
Alyxandria Treasure, född 15 maj 1992, är en friidrottare från Kanada. Hon deltog vid olympiska sommarspelen 2016.